# Burg Glambek
Die Burg Glambek, auch Glambeck geschrieben, ist die Ruine einer mittelalterlichen Niederungsburg auf der Halbinsel Burgtiefe im Süden von Fehmarn. 
Sie steht auf dem Gebiet des Fehmarner Stadtteils Burg auf Fehmarn. Die Anlage, die der Dänenkönig Waldemar II. im Jahr 1210 errichten ließ, war bis zu ihrer Zerstörung im Dreißigjährigen Krieg der wichtigste Schauplatz der Inselgeschichte.

## Beschreibung
Die rechteckige Anlage hat die Maße von 36 Meter Breite und 53 Meter Länge und ist von einem Wassergraben und einem flachen Wall umgeben. Von den Backsteinbauten der Burg sind heute nur noch der Stumpf des quadratischen Bergfrieds mit seinem 11 mal 11 Meter messenden Fundament aus Feldsteinen in der nordöstlichen Ecke und Reste der Ringmauer erhalten. Die Mauern des Bergfrieds stehen noch bis zu einer Höhe von vier Metern und sind zwei Meter dick. Früher existierte als zusätzlicher Schutz noch ein weiterer Wehrturm in der Südwest-Ecke.
Es handelt sich bei dieser landesherrlichen Anlage – neben der Burg Linau – um die wohl einzige wenigstens noch als bescheidene Ruine mit aufgehendem Mauerwerk erhaltene mittelalterliche Steinburg in Schleswig-Holstein, dessen einst zahlreiche Adelsburgen des 11. bis 15. Jahrhunderts vom Typ Motte (vgl. die frei rekonstruierte Turmhügelburg Lütjenburg) größtenteils aus Holz auf Erdhügeln errichtet waren.

## Geschichte

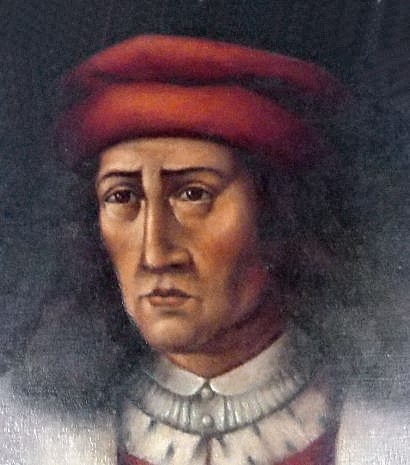
Erik von Pommern eroberte die Burg zweimal

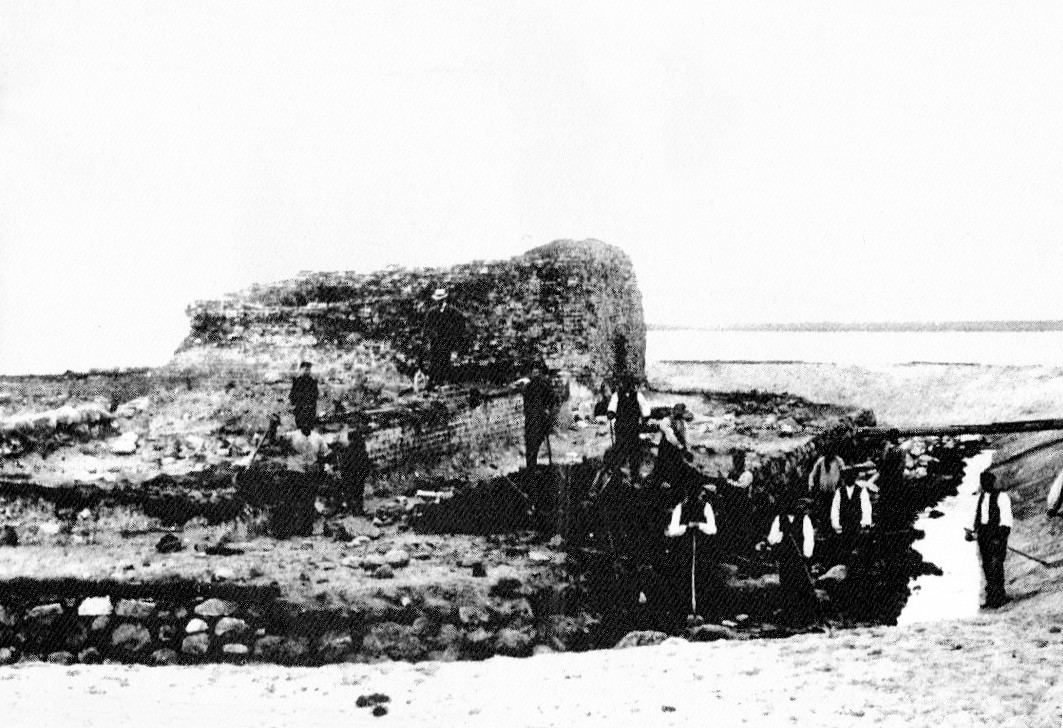
Freilegung der Burgruine Glambek 1908

Die wechselvolle Geschichte der Burg hat ihre Ursache im Gegenspiel der Holsteiner Grafen und der dänischen Könige. Im Jahr 1248, zur Zeit der Herrschaft Königs Erik IV. fand auf der Burg die Hochzeit von Eriks jüngstem Bruder Christoph mit der pommerschen Herzogstochter Margarete Sambiria, auch Margarete Sprenghest genannt, statt. Die Regierungszeit Eriks V. von 1259 bis 1286 überstand die Burg ohne Konflikte.
1307 kam es zum „Glambeker Vergleich“. Der Dänenkönig Erik VI. vermittelte in einem Konflikt der Grafen von Holstein mit dem Landadel.
Der Bruder Eriks VI., der dänische König Christoph II., erließ 1320 für die „Landschaft“ das Älteste Fehmarnsche Landrecht. Gerichtsstand war die Burg Glambek, auf der sein Amtmann aus dem Adelsgeschlecht Reventlow residierte. Der nahm zugleich das Amt des Richters wahr und ließ 1321 viele Leute auf Burg Glambek hängen, weil sie für den im selben Jahr verstorbenen Johann II. von Holstein-Kiel eingetreten waren. Johann III. von Holstein-Kiel wurde 1326 mit der Insel Fehmarn belehnt. Er erließ ein milderes Geschworenen-Landrecht (Handfeste) bei gleichzeitiger Abschaffung des Glambek-Gerichts. Diese neue Rechtsquelle galt bis zum Jahr 1558.
1358 erschien der dänische König Waldemar IV. Atterdag mit einer Armada vor der Burgtiefe. Die Burg wurde eine leichte Beute Atterdags, der die Holsteingrafen vertrieb. Der Sohn Johanns III., Adolf VII. von Holstein-Kiel, verbündete sich allerdings mit den verwandten Herzögen von Schleswig und Mecklenburg und eroberte im Jahre 1359 die Insel zurück. Nach einer Friedensperiode von 57 Jahren eroberte der dänische König Erik von Pommern Fehmarn im Jahr 1416 und ließ den Burghauptmann von Glambek enthaupten. Aber wieder eroberten die Holsteingrafen die Insel kurz darauf zurück.
Im Jahre 1420 erschien König Erik erneut vor der Insel, diesmal mit 700 Schiffen. Er wurde zweimal abgewehrt, doch der dritte Landeversuch gelang. Er zerstörte die Burg, verwüstete die Insel und ermordete zwei Drittel der Bevölkerung.
Der Holsteingraf Adolf VIII. eroberte Fehmarn 1424 zurück und besiedelte die Insel mit Dithmarscher Bauernfamilien. Nachdem die Grafen von Holstein einmal mehr die Burg an ihre Widersacher verloren hatten, rief Graf Adolf 1426 die Vitalienbrüder zur Eroberung der stark befestigten Glambek zu Hilfe. Diese blieben dort bis zur Verpfändung der Anlage an die Stadt Lübeck im Zuge des Friedens von Vordingborg im Jahr 1435.
Bei der Vorlage des Neuen Fehmarnschen Landrechts im Jahr 1558 wurde der Statthalter Heinrich Rantzau tätlich angegriffen. Im selben Jahr beschwerte sich der Amtmann beim Landesherrn über den Verfall der Anlage. Die Burg Glambek diente nun als Lager für Holz und Getreide.
1627 eroberten 500 kaiserliche Soldaten unter dem Grafen von Jean de Merode die Insel während des Dreißigjährigen Kriegs. Bei dem Versuch König Christians IV., die Burg 1628 zurückzuerobern, wurde sie endgültig zerstört. Die Backsteine wurden in der Folgezeit weitgehend abgetragen, bis die Burg unter Flugsand versank. Ihre Reste wurden durch das Ostseesturmhochwasser 1872 wieder freigespült und ab 1908 legte man die Ruine systematisch frei.
Seit der touristischen Erschließung des Südstrands liegt das Areal der Burgruine auf der Rückseite einer Ferienanlage unmittelbar im Schatten gigantischer "Bettenburgen"; ohne angemessene Zuwegung, ohne Info-Tafeln und von Unkraut überwuchert ist diese einzige Ruine einer ziegelsteinernen Burg des Mittelalters Schleswig-Holsteins sehr vernachlässigt und nur schwer auffindbar.

## Galerie

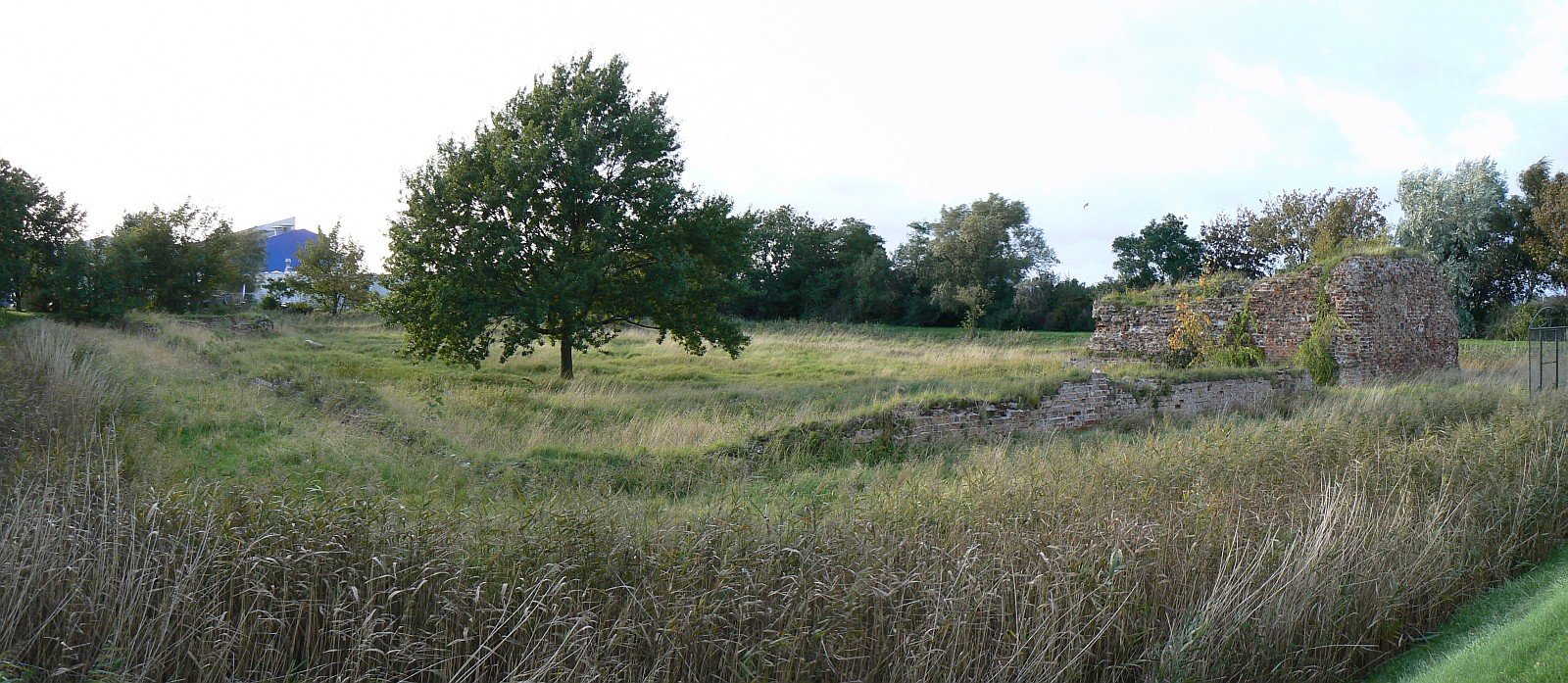
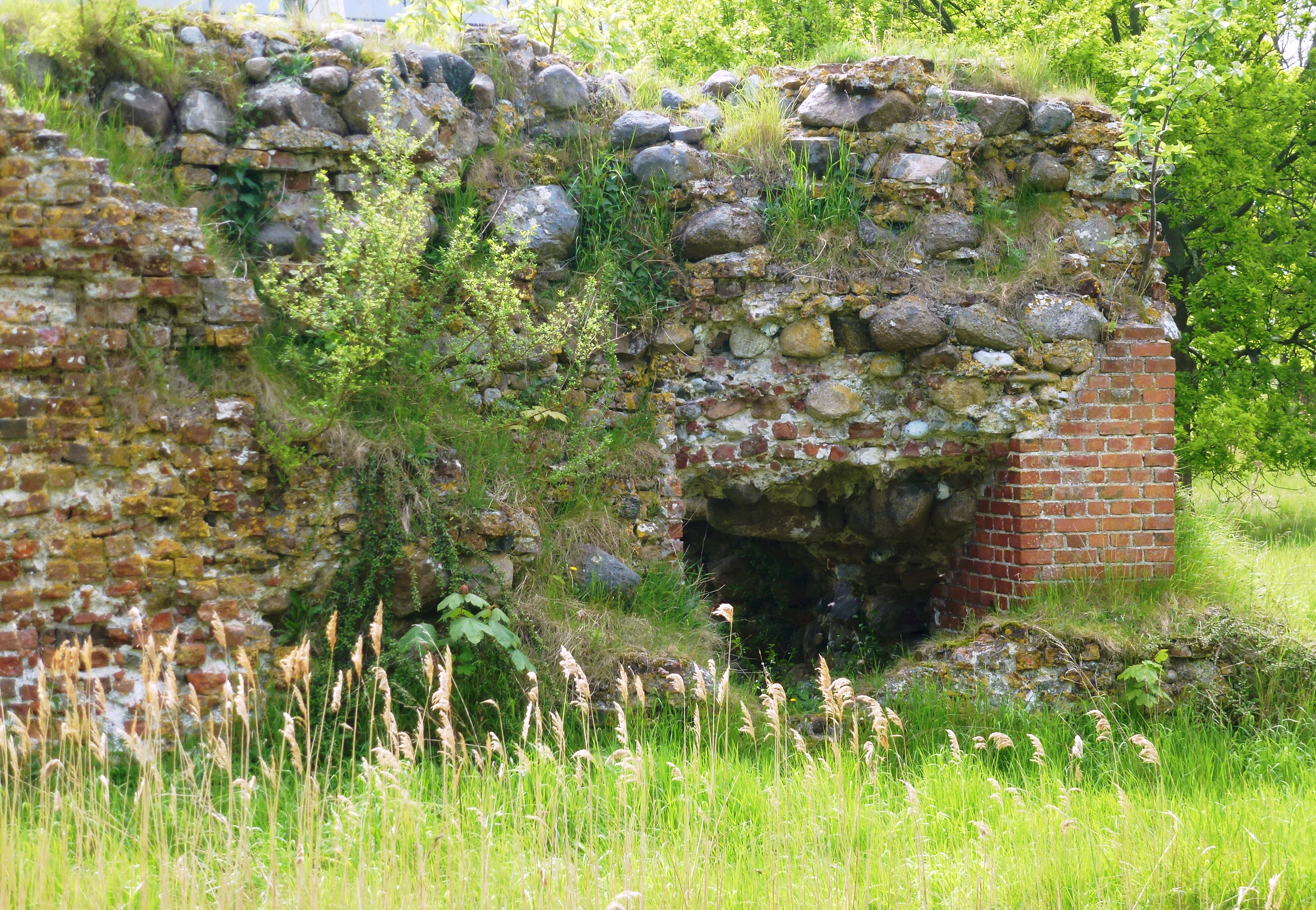
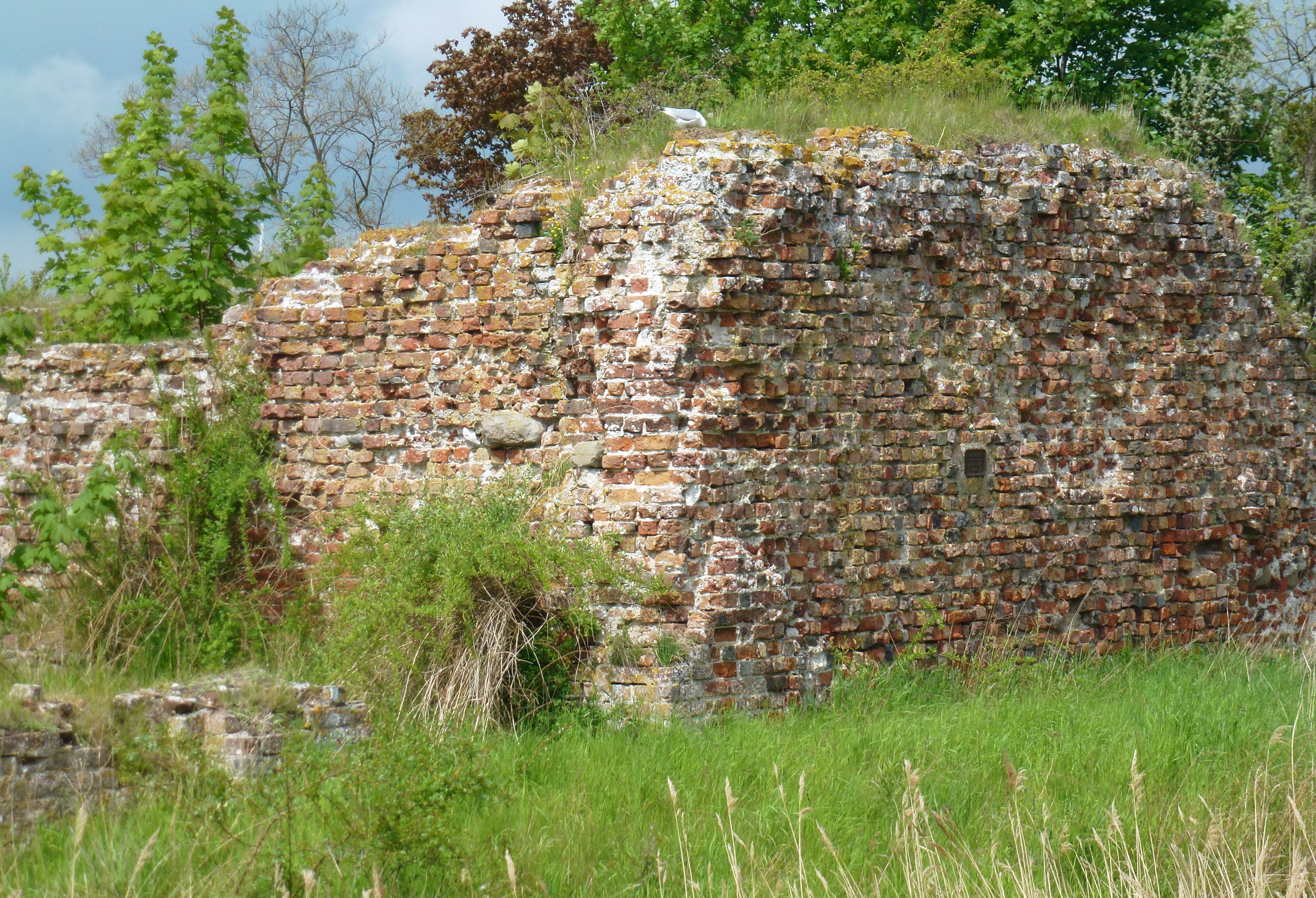
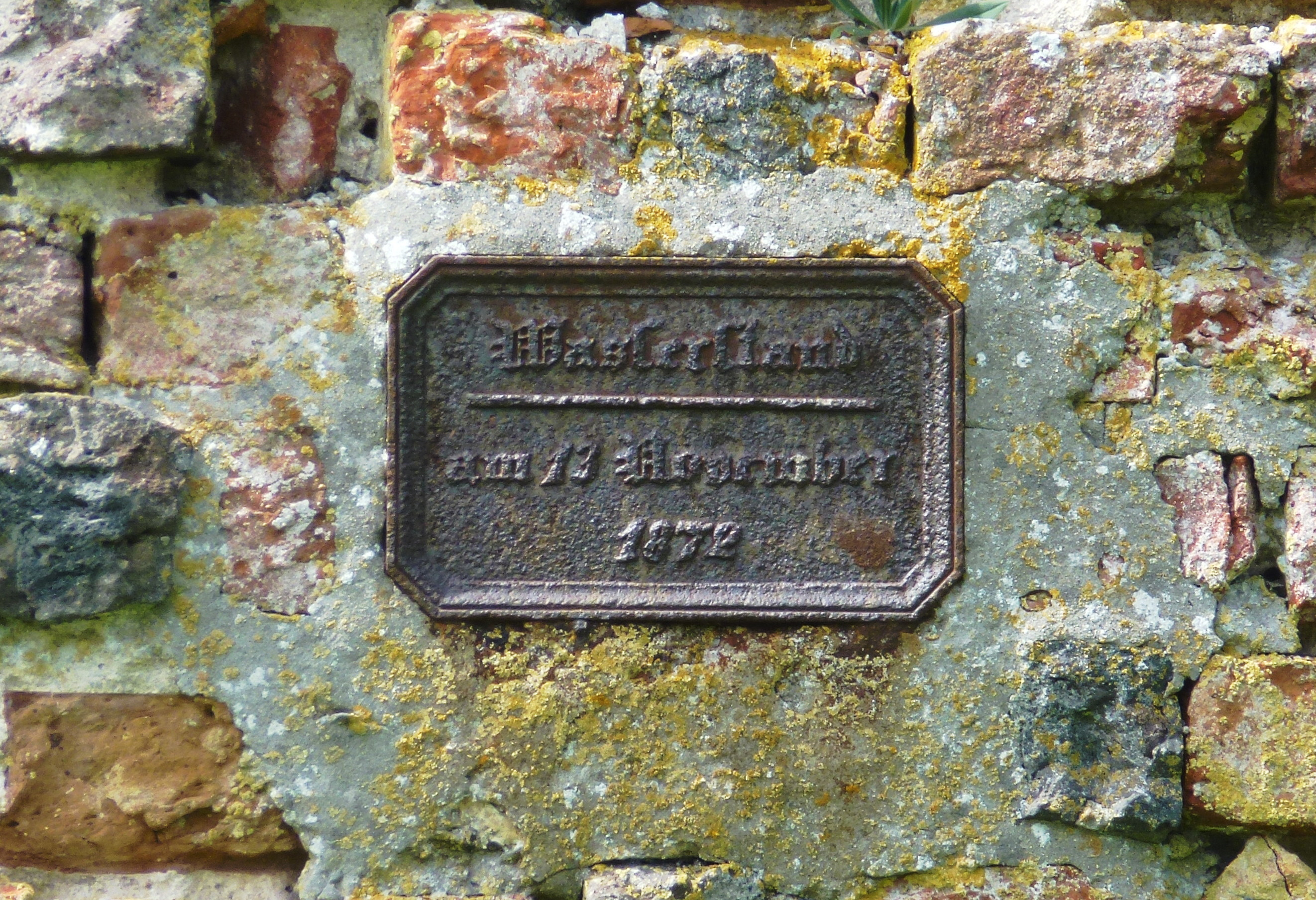
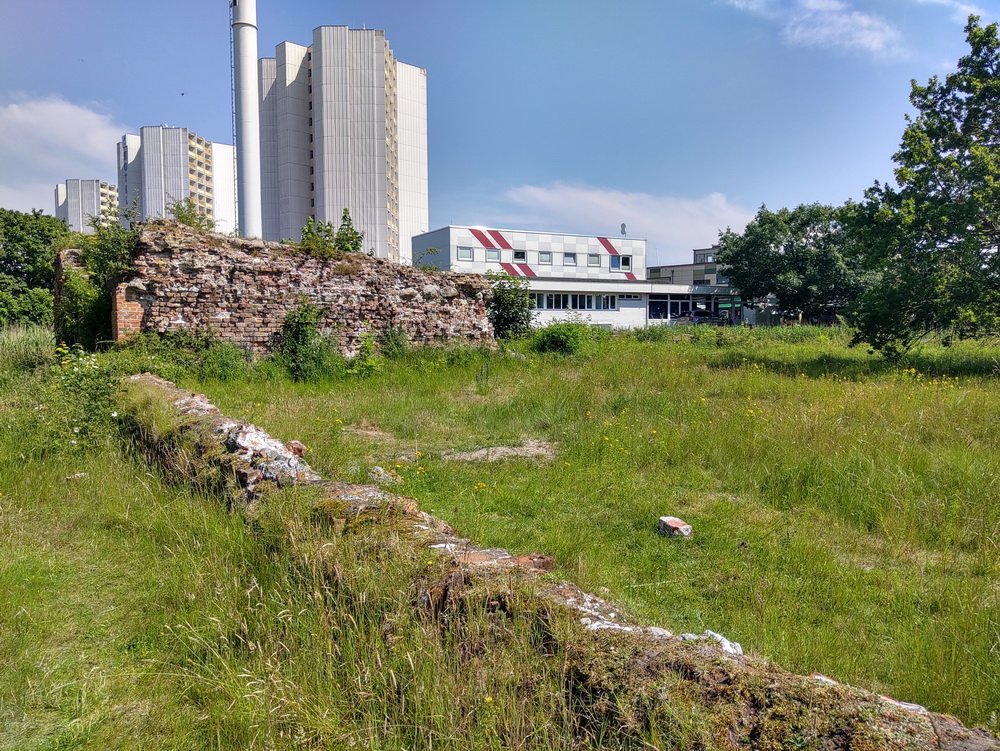